# Рождественская церковь (Нижний Новгород)
Церковь Собора Пресвятой Богородицы, более известная как Рожде́ственская или Стро́гановская — православный храм на Рождественской улице Нижнего Новгорода. Построен в 1696—1719 годах на средства купца Григория Дмитриевича Строганова. Является одним из лучших образцов строгановского стиля, имеет статус памятника архитектуры федерального значения.
В храме в настоящее время один престол: в честь Собора Пресвятой Богородицы.

## История

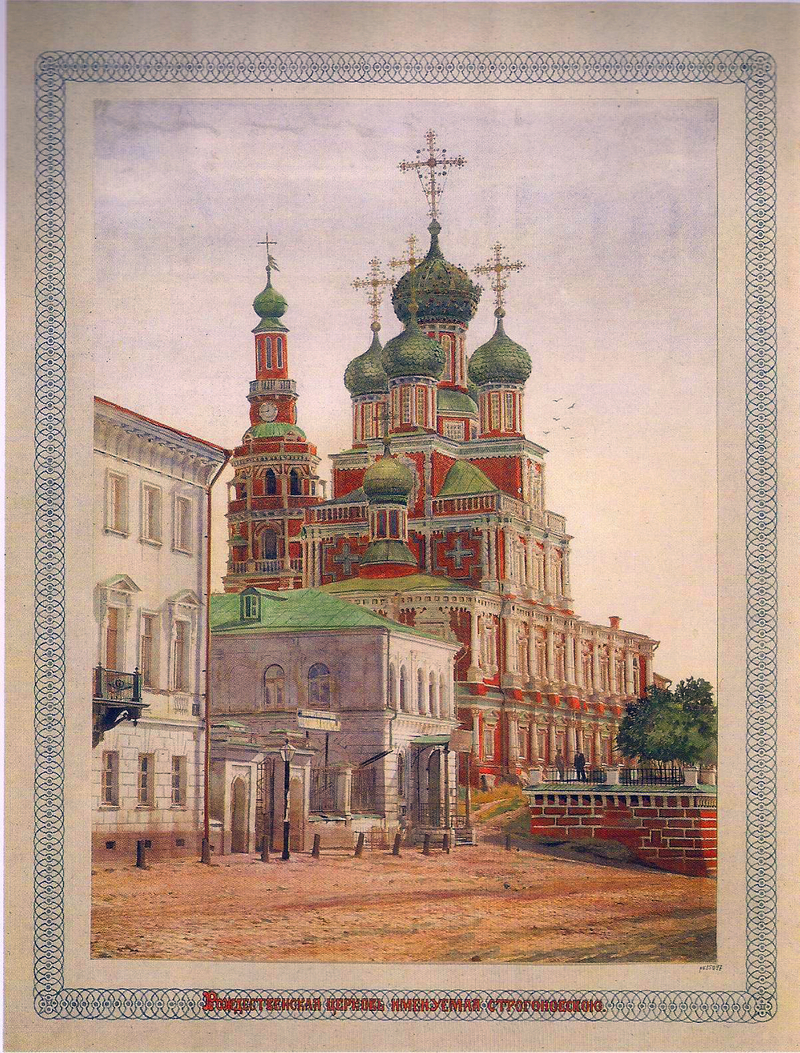
Рождественская церковь на фотографии Андрея Карелина. Раскрашена Иваном Шишкиным. 1870 год

Возведение храма началось в 1696 году, через 2 года после освящения Смоленской церкви в Гордеевке. Строительство было почти завершено к 1701 году, но произошёл пожар. Восстанавливалась церковь уже женой купца Григория Дмитриевича Строганова — Марией Яковлевной.
Главный престол освящён 21 июня 1719 года архиепископом Нижегородским и Алатырским Питиримом (1719—1738) во имя Собора Пресвятой Богородицы, празднуемого на следующий день после Рождества Христова. Это обстоятельство, а также то, что ранее неподалёку от строгановской Соборо-Богородицкой церкви находился более древний храм — во имя Рождества Богородицы, и привело к тому, что Строгановскую церковь некорректно именуют «Рождественской».
В 1722 году церковь была закрыта Петром I, молившегося здесь за всенощным бдением 29 мая 1722 года, накануне своего 50-летия. По устному преданию, зафиксированному архиепископом Макарием (Миролюбовым) в книге «Памятники церковных древностей», император увидел в церкви иконы, написанные придворным мастером Караваком для столичного Петропавловского собора, что и послужило причиной закрытия храма. Открыт храм был только через два года по смерти Петра I, в 1727 году. Этому преданию явно противоречит другой факт, приводимый тем же архиепископом Макарием: за 1723 год известен объём материального содержания причта Соборо-Богородицкой церкви. Церковь неоднократно горела (в 1768, 1782, 1788 годах). В 1760 году епископом Феофаном (Чарнуцким) в трапезной части освящён правый придел в честь преподобного Онуфрия Великого. В 1808 году архиепископом Нижегородским Вениамином (Краснопевковым) — левый придел в честь святителя Иннокентия, епископа Иркутского. В настоящее время приделы не возобновлены, о них свидетельствуют только алтарные возвышения-солеи с небольшими амвонами. В 1807—1812 годах А. С. Строганов провёл её капитальный ремонт.
В XIX веке стоявшая неподалёку Рождественская церковь, которая и дала название улице, была разобрана; с тех пор название «Рождественская» переняла Строгановская церковь. В 1820—1823 годах А. А. Бетанкур и И. Е. Ефимов возвели под церковью стенку-крепиду из кирпича разобранной древней Рождественской церкви. Колокольню, ранее стоявшую отдельно, по уровню второго яруса соединили с папертью крытым переходом. В 1870—1880 годах по проектам Л. В. Даля и Р. Я. Килевейна церковь капитально отреставрировали.
В 1860-е годы колокольня начала катастрофически наклоняться, за 20 лет отошла на 1,2 метра. В 1887 году верхние ярусы были разобраны и собраны снова.
В 1913 году была проведена наружная и внутренняя реставрация. В советское время было принято решение об уничтожении, но настоятелю храма в 1915—1934 годах отцу Сергию (Сергею Константиновичу Вейсову), собравшему исторические документы и фотографии и прочитавшему не одну лекцию в начальнических кабинетах о культурной значимости Строгановского барокко, удалось сохранить храм. Было принято решение о размещении в здании городского музея истории религии и атеизма. Временно исполняющим обязанности директора музея был назначен сам отец Сергий, а сторожем — иеромонах Спиридон.
Освящён повторно 3 июня 1993 года. В начале нового века был произведён евроремонт, в результате которого церковь лишилась своего исторического облика.
24 июля 2008 года председатель Правительства Российской Федерации Владимир Путин передал Нижегородской епархии икону «Воскресение Христово». Икона была похищена из Церкви Собора Пресвятой Богородицы 22 октября 2004 года в числе 18 икон. В 2007 году икона была куплена коллекционером в Эстонии и привезена в Россию: обнаружив её в каталоге похищенных вещей, он принял решение вернуть её Русской Православной Церкви.
8 января 2019 года в престольный праздник по окончании литургии состоялись освящения иконы Всех святых и колокола-благовестника, отлитого на пожертвования прихожан к 300-летию храма.

## Архитектура

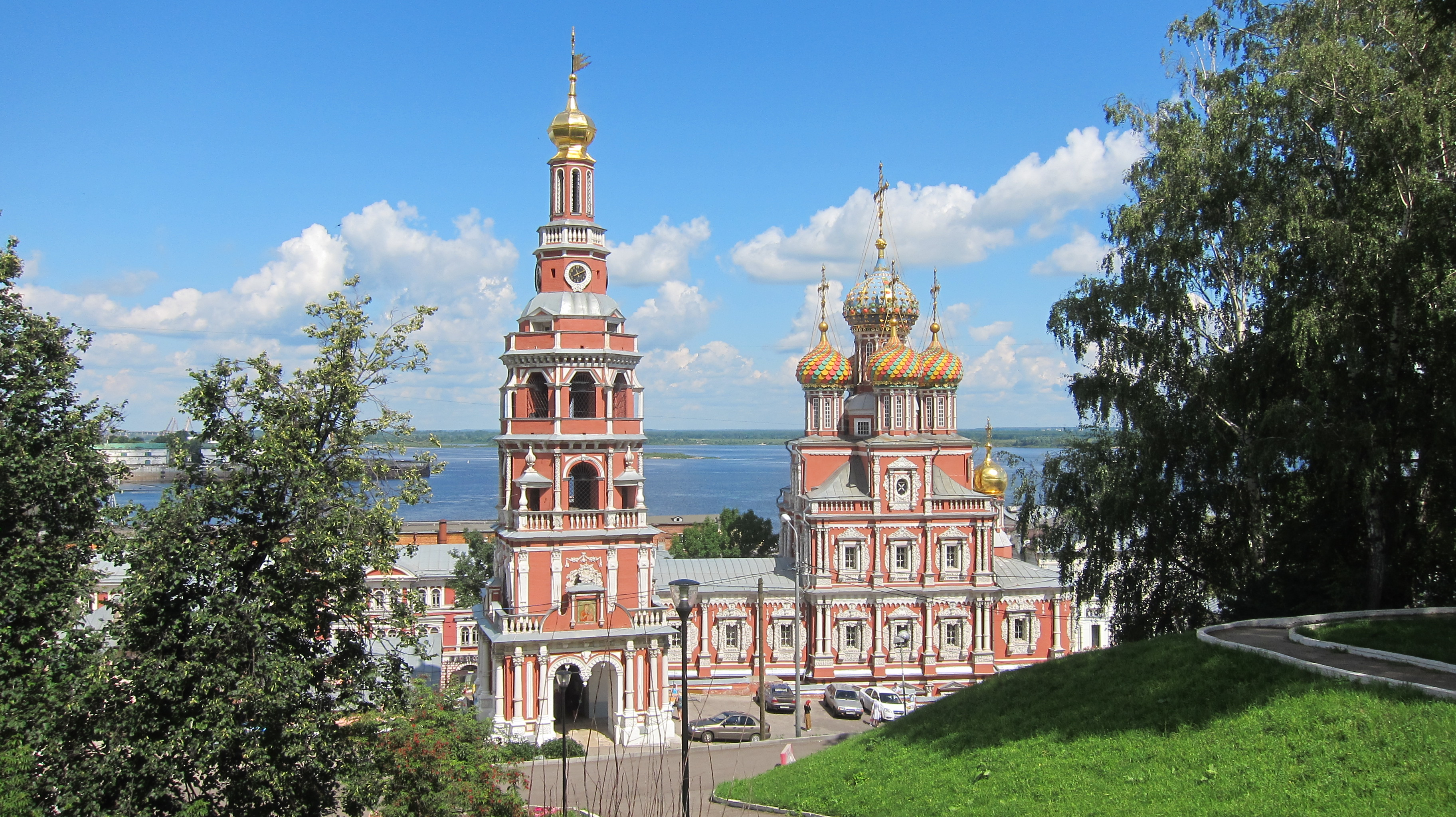
Ансамбль Строгановской церкви

Церковь двухъярусная: наверху расположен трёхапсидный алтарь, молельный зал, бесстолпная трапезная и паперть. Изначально должна была совмещать в себе зимний и летний храм. Однако богослужения изначально стали проходить только во втором ярусе. Возможно, сказался домовой характер церкви (прихожанами были Строгановы и их ближайшее окружение), а также отсутствие постоянного причта.
Храм пятиглавый, главы поставлены по сторонам света. Изначально главы были зелёные — такими они изображены на акварели И. Шишкина по фотоотпечатку А. О. Карелина. Однако в конце XIX века они были окрашены наподобие глав храма Василия Блаженного в Москве. Снаружи и внутри церковь украшена белокаменной резьбой (окна, порталы входов, приставные колонны).
Колокольня представляет собой восьмерик на четверике. Верх увенчан крестом с флюгером под ним — эта деталь характерна для периода увлечения морским делом. На колокольне есть часы-куранты, которые отмечали музыкальным боем фазы луны и времена года. На каменных «рамах» часов сохранились славянские литеры, делящие круг на 17 частей, как полагалось по древнерусскому исчислению времени. Механизм часов ремонтировался русским механиком И. П. Кулибиным. Дальнейшая судьба механизма неизвестна; вместо него был установлен новый.

## Святыни
В храме располагаются следующие святыни:
- старинная икона Николая Чудотворца;
- иконы с частицами мощей преподобного Серафима Саровского, митрополита Филарета Московского, оптинских старцев в ковчежце рядом с иконостасом;
- чтимая Державная икона Божией Матери.

## Галерея

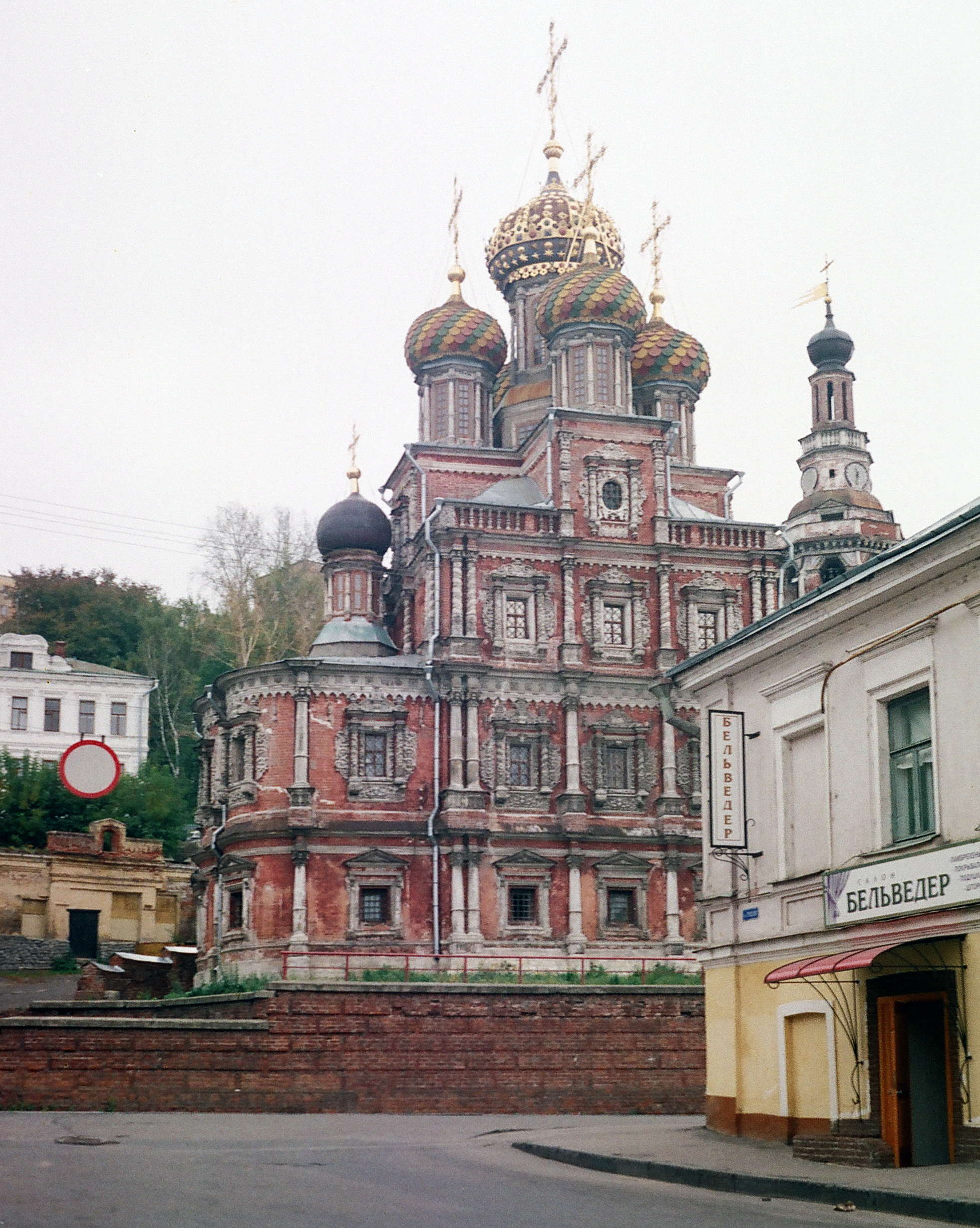
Вид на Рождественскую церковь до «евроремонта» (2000 год)
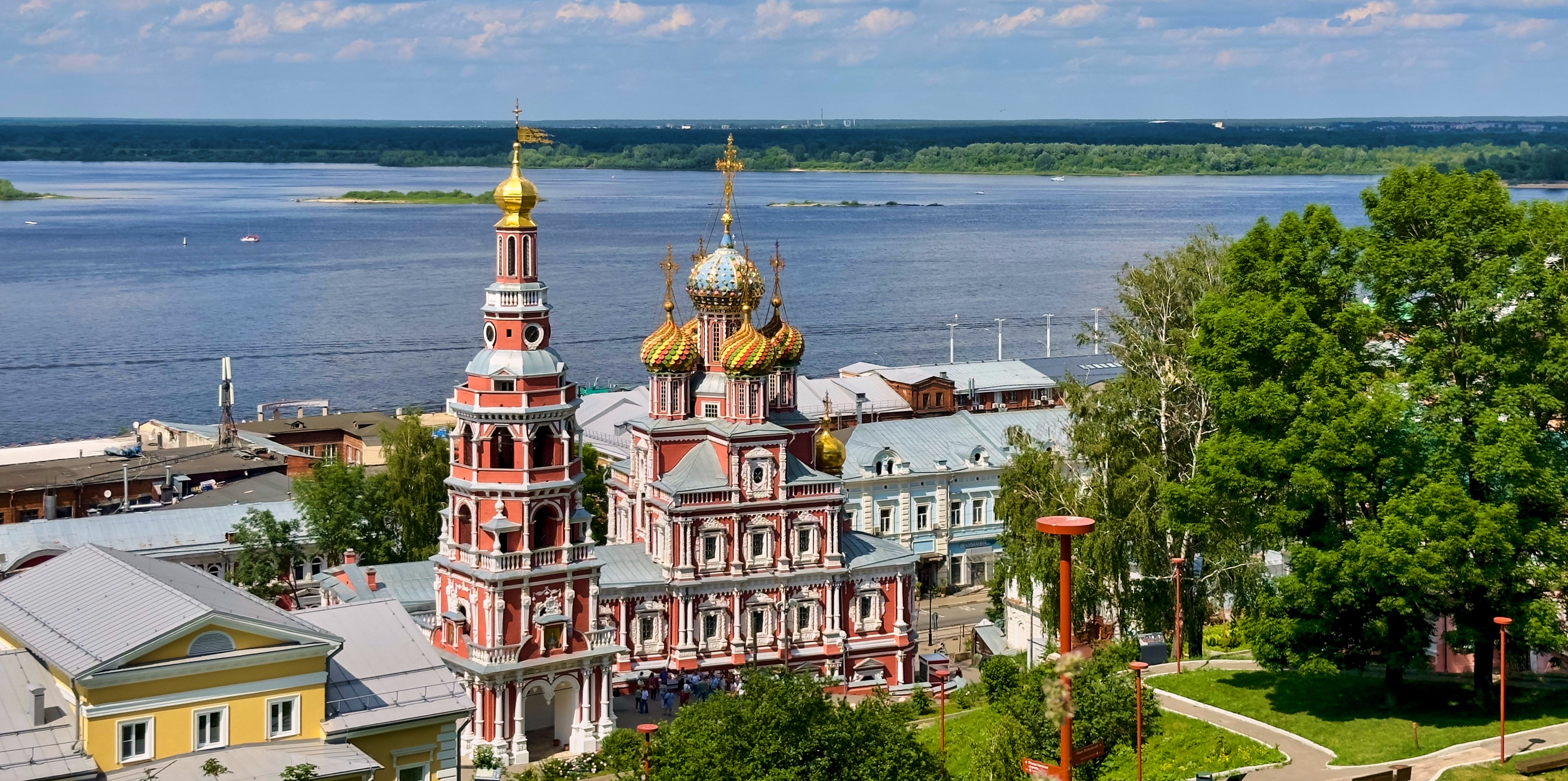
Общий вид церкви с набережной Федоровского
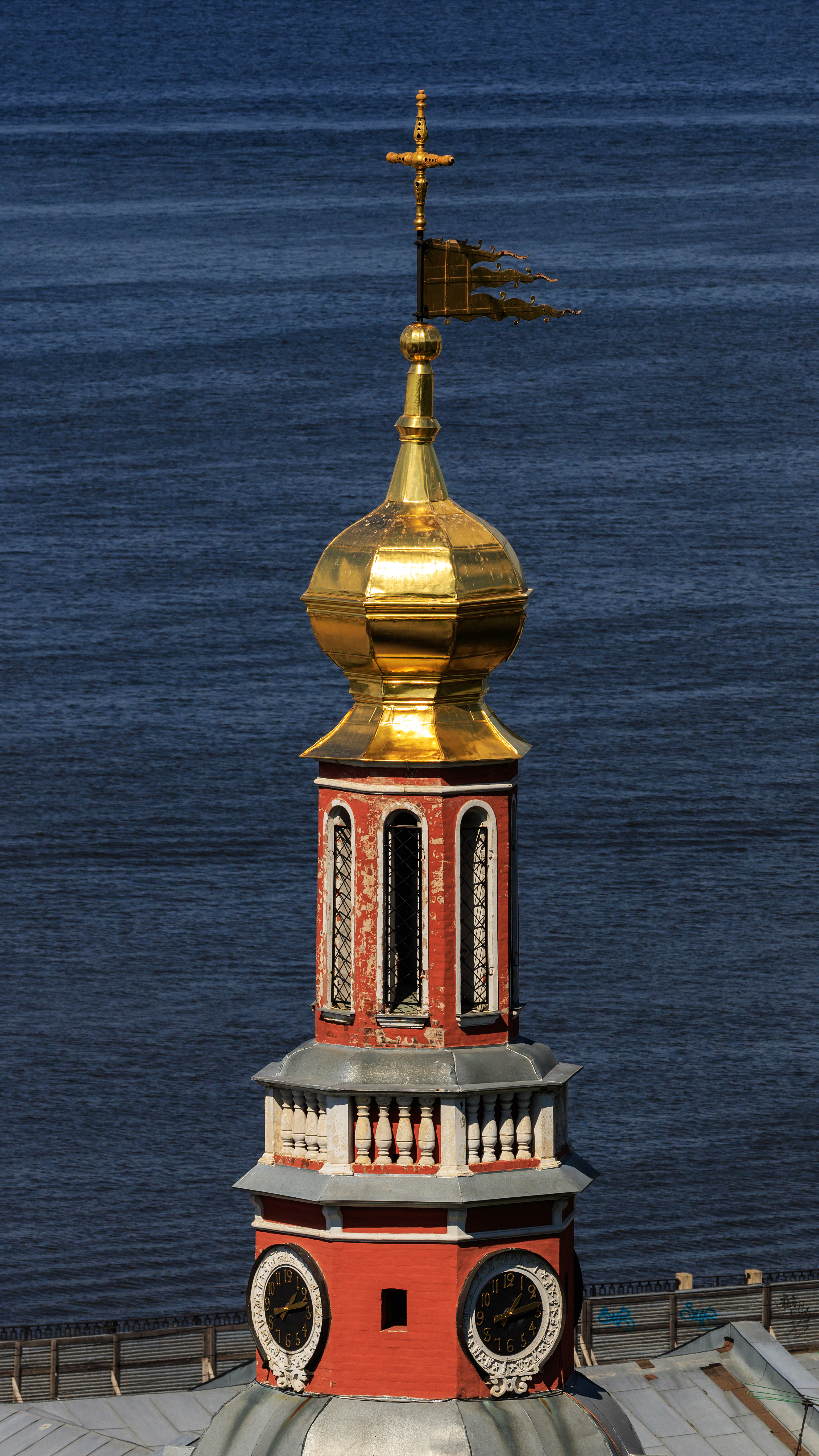
Купол и флюгер колокольни
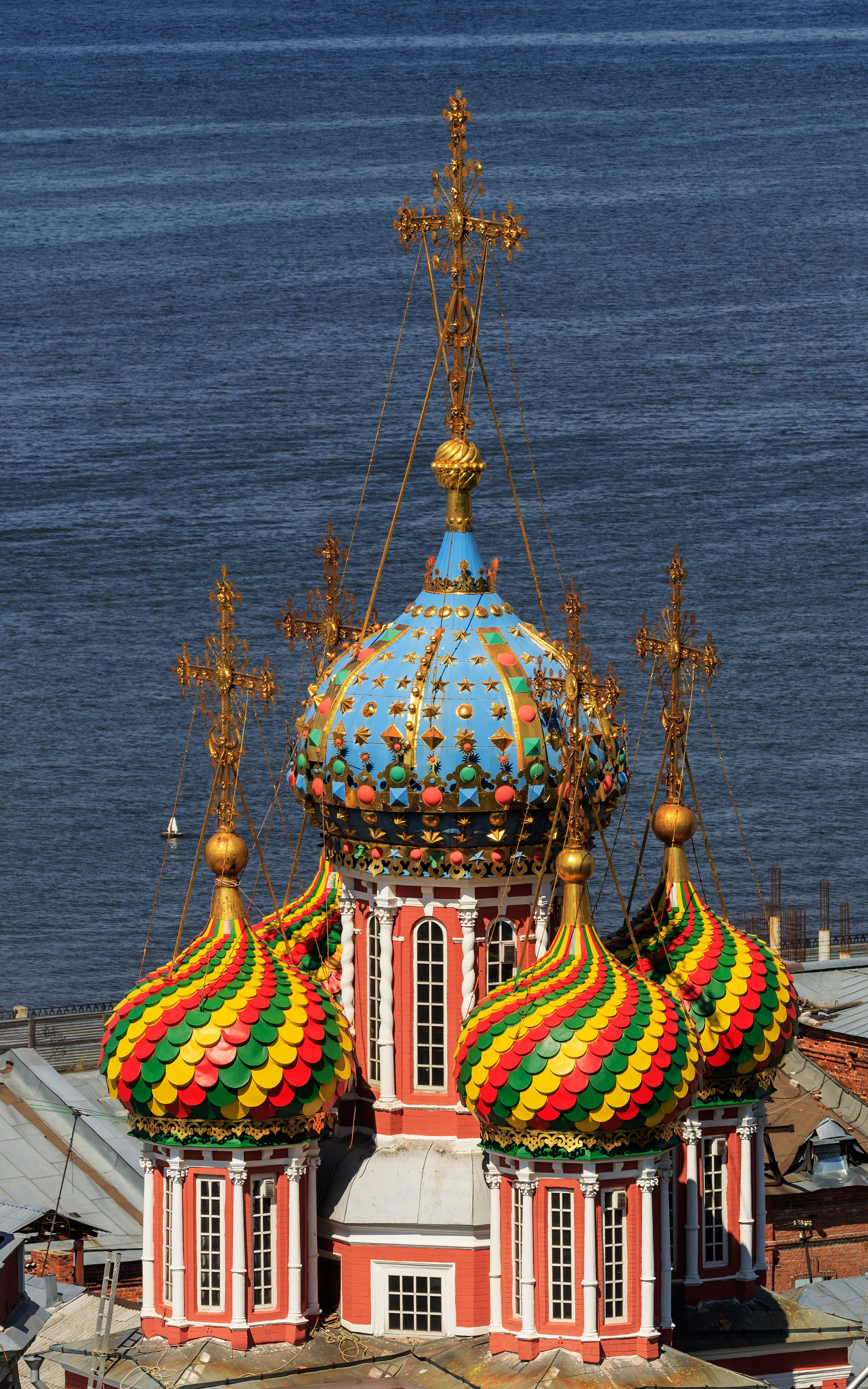
Купола церкви
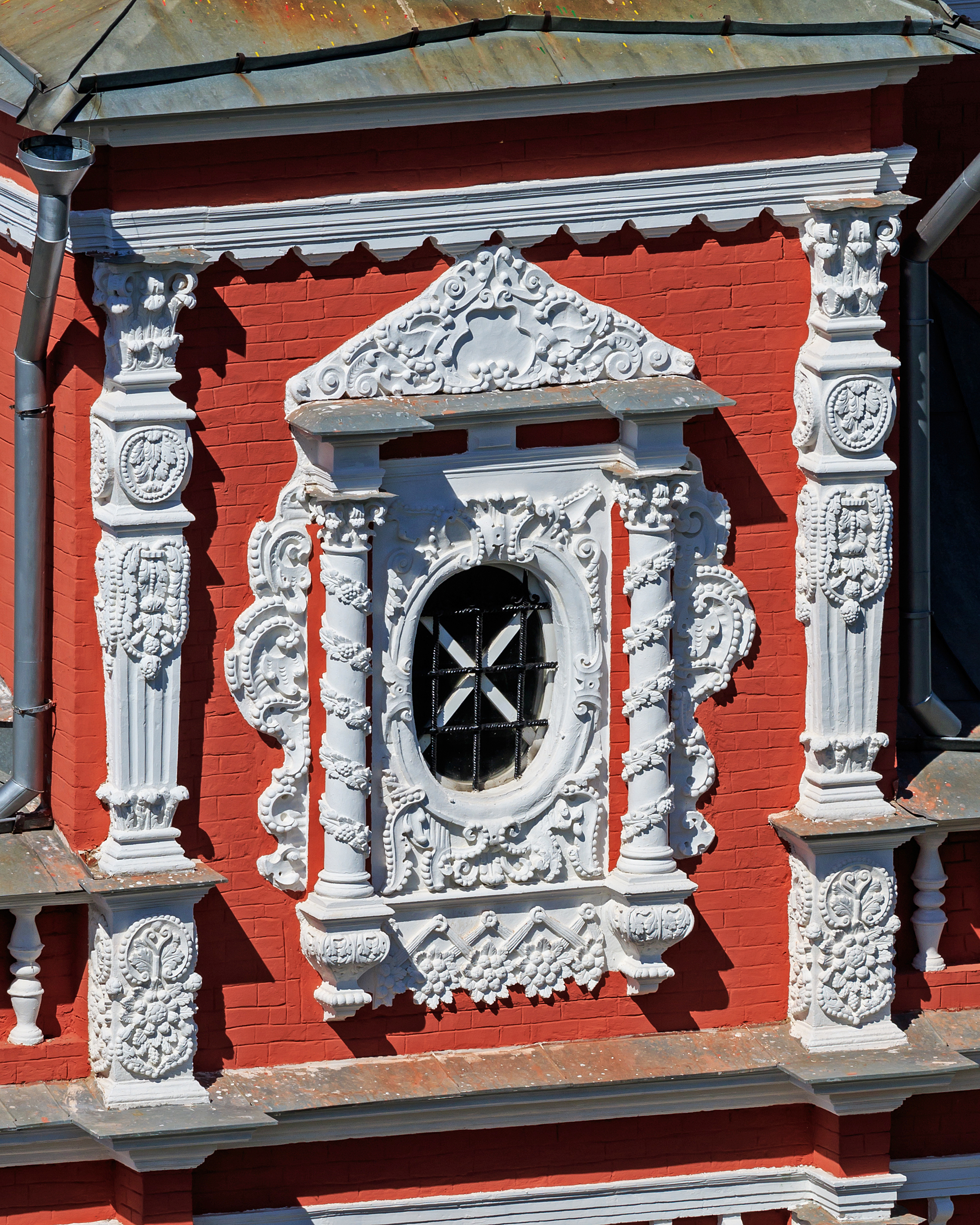
Окно
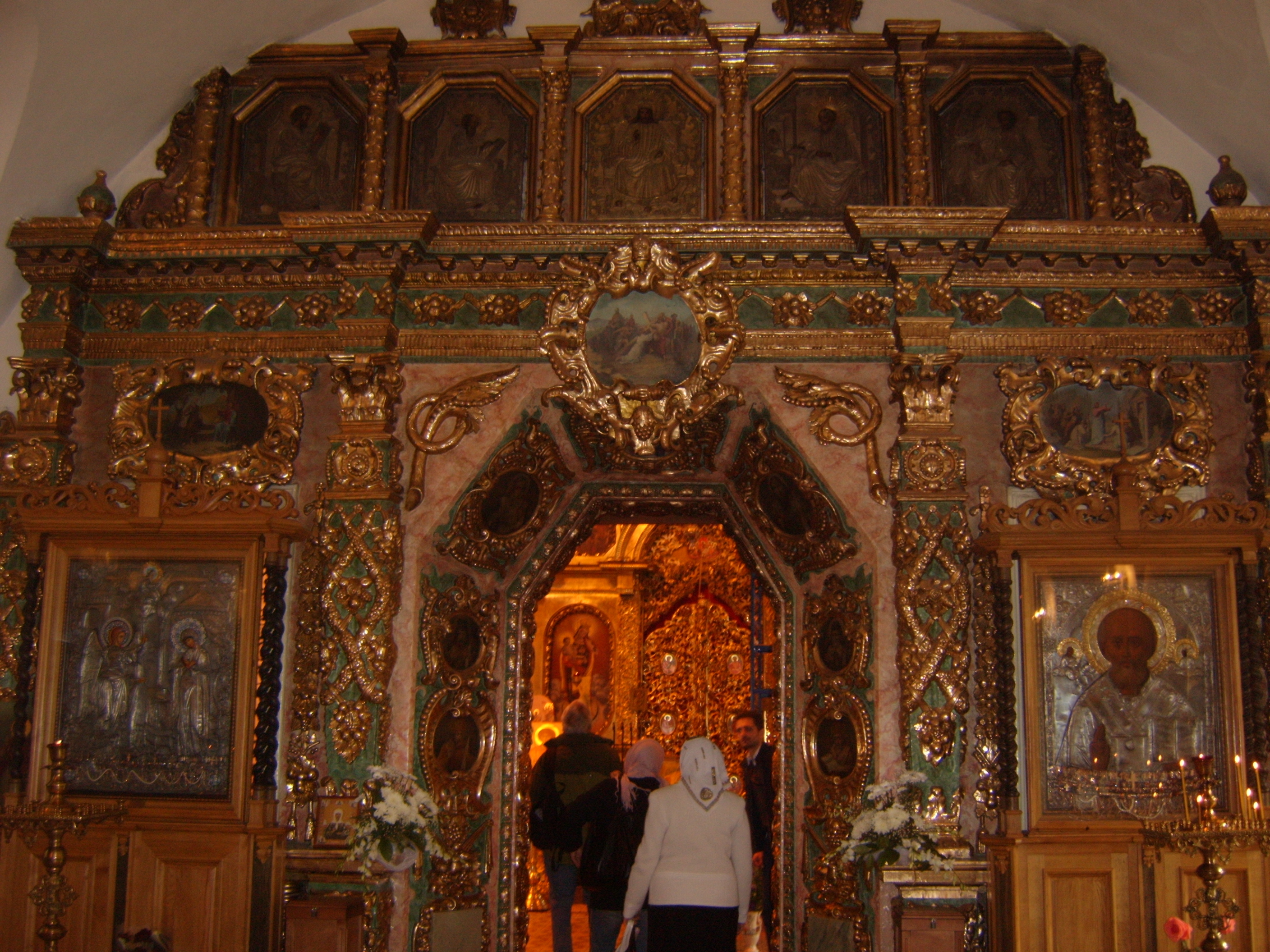
Убранство церкви